# Душанбеково
Душанбе́ково (рос. Душанбеково) — село у складі Кігинського району Башкортостану, Росія. Адміністративний центр Душанбековської сільської ради.
Населення — 622 особи (2010; 644 в 2002).
Національний склад:
- татари — 87 %